# Marina Koller
Pour les articles homonymes, voir Koller.
Marina Koller (née le 25 novembre 1981 à Neukirchen beim Heiligen Blut) est une chanteuse allemande.

## Biographie
Elle apprend toute seule à jouer de la guitare et des claviers. Elle est découverte par le producteur Robert Jung au moment du Bayerwald Grand Prix en 1998 en dehors du concours. En 2000, elle remporte le concours avec la chanson Mei Heimat ist im Bayerwald. S'ensuit un contrat d'enregistrement avec Koch Universal Music, où elle publie sous le nom de scène Marina deux albums studio. Le 28 mai 2005, elle apparaît lors de la finale de la Coupe d'Allemagne. En 2009, son troisième album est publié par Koch Music, après quoi elle signe chez Depro Music pour deux albums.
Koller suivit un apprentissage d'employée de banque, vit à Eschlkam et travaille à temps partiel en tant qu'employé de Sparkasse im Landkreis Cham. Elle s'est mariée en avril 2014.

## Discographie
- 2002 : Unverschämt süß (album, label : Koch Universal Music, distribution : Universal Music)
- 2003 : Tausend Träume (album, label : Koch Music, distribution : Universal Music)
- 2009 : Marina Koller (album, label : Koch Universal Music, distribution : Universal Music)
- 2012 : Neue Wege (album, label : Depro Music, distribution : Universal Music)
- 2014 : Frei (album, label : Extralaut, distribution : Universal Music)

## Source de la traduction
- (de) Cet article est partiellement ou en totalité issu de l’article de Wikipédia en allemand intitulé « Marina Koller » (voir la liste des auteurs).

1. ↑  (de) Maria Frisch, « Marina Koller strahlt vor Eheglück », Mittelbayerische Zeitung,‎ 23 avril 2014 (lire en ligne)